# Sự cố chuyến bay 3411 của United Express
Sự cố hành khách xảy ra trên chuyến bay 3411 của United Express khi cảnh sát sân bay buộc đưa một hành khách không chịu ra khỏi máy bay khi hãng hàng không yêu cầu nhường chỗ cho người của hãng. Hành khách, bác sĩ David Đào, hét lên khi các cảnh sát kéo ông ra khỏi ghế. David Đào bị kéo lê trên mặt sàn máy bay, xung quanh là những tiếng la hét hoảng hốt. Một nhân chứng kể trong lúc bị lôi đi, mặt ông Đào va vào tay vịn ghế máy bay, khiến miệng ông chảy máu, đập mặt vào gờ kê tay tay và sau đó nhân viên cảnh sát kéo ông, ở trạng thái dường như bất tỉnh, dọc theo lối đi của máy bay. Chuyến bay 3411 là chuyến bay chở khách thương mại theo lịch trình do hãng Republic Airline điều hành thay cho United Express. Sự kiện này xảy ra ngay trước 5 giờ 20 phút chiều ngày 9 tháng 4 năm 2017.
Sau sự cố này, đoạn video về vụ việc do hành khách ghi lại đã lan truyền trên các phương tiện truyền thông xã hội ở Hoa Kỳ, Trung Quốc và Việt Nam, dẫn đến sự phẫn nộ vì cách thức cưỡng bức hành khách. Các chính trị gia cũng bày tỏ mối quan tâm. Sau đó, giá cổ phiếu của công ty mẹ United Continental Holdings đã giảm mạnh.
Ngoài lời tuyên bố ban đầu của Giám đốc điều hành MU, ông Oscar Muñoz, dường như biện minh cho việc loại bỏ hành khách không muốn, Muñoz cũng gửi e-mail đến các nhân viên của United, nói rằng ông Đào là "phá hoại" và "hiếu chiến". Muñoz bị chỉ trích vì thiếu phản ứng của ông đối với việc điều trị của ông Đào. Sau đó ông ta đưa ra một tuyên bố sửa đổi, xin lỗi, hứa hẹn rằng sự việc này sẽ không bao giờ xảy ra nữa và bình luận rằng "Không ai có thể bị ngược đãi theo cách này".

## Sự cố

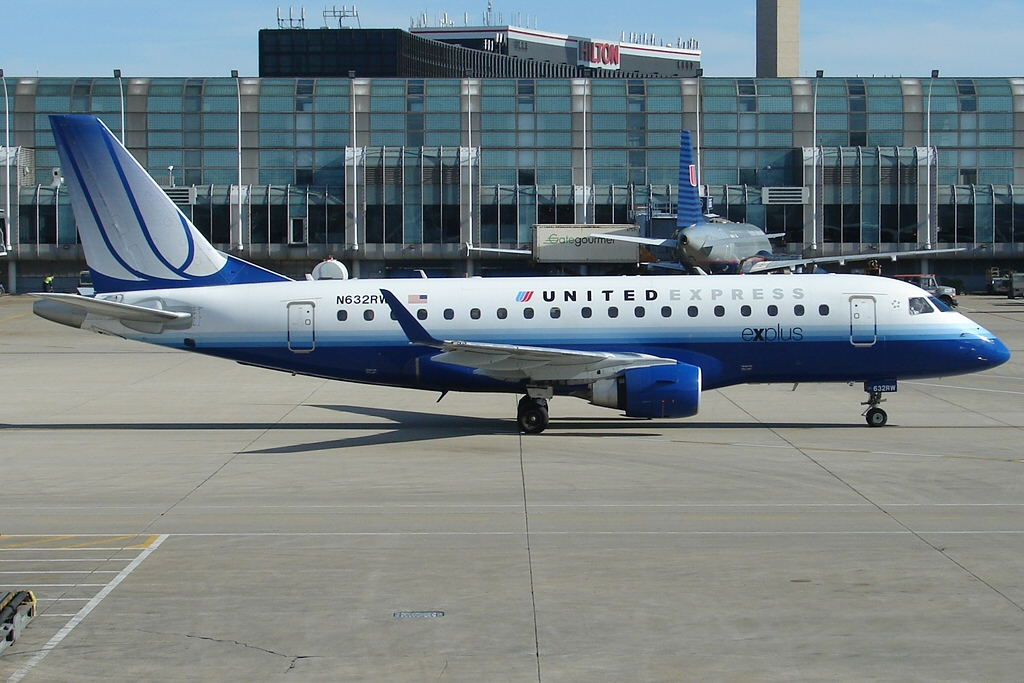
Hình ảnh máy bay xảy ra sự cố.

Sau khi hành khách đã ngồi ổn định trên máy bay, nhưng trong khi chiếc máy bay vẫn còn ở cầu nối sân bay, phi hành đoàn của hãng hàng không Republic Airlines thông báo rằng họ cần phải chuyển bốn hành khách ra để nhường chỗ cho bốn nhân viên phải hỗ trợ một chuyến bay không có nhân viên tại một địa điểm khác. Ban đầu mỗi hành khách đồng ý đi chuyến khác được cung cấp 400 đô la Mỹ phiếu mua hàng, nghỉ tại khách sạn miễn phí và bay chuyến bay chậm hơn 21 giờ sau đó nếu họ tự nguyện. Không có ai tình nguyện bỏ chuyến, và số tiền đền bù dưới dạng phiếu mua hàng được tăng lên 800 đô la Mỹ.
Vẫn không có tình nguyện viên, một người quản lý đã lên xe và chọn bốn hành khách ngồi để rời khỏi chuyến bay. Một hành khách, David Đào, là bác sĩ người Mỹ gốc Việt 69 tuổi ở Louisville, Kentucky, chuyên về y học nội khoa đã từ chối rời khỏi chuyến bay vì ông cần phải về cho kịp đi chữa bệnh cho các bệnh nhân ngày hôm sau tại cơ sở ngoại trú của mình. Nhân viên của United Airlines yêu cầu trợ giúp từ các nhân viên cảnh sát từ Sở Hàng không Chicago.
Đào đã từ chối rời khỏi chỗ ngồi của mình, và trong cuộc đụng độ tiếp theo, Đào bị chấn thương ở đầu và miệng khi ông bị cảnh sát kéo đi, mặt ông va vào tay cầm ghế ngồi trên máy bay  trước khi bị kéo xuống giữa hai hàng ghế. Trong cuộc cãi vã, một số hành khách bất bình vì vụ việc tự nguyện rời khỏi máy bay. Bốn nhân viên của Republic Airline đã ngồi vào các ghế trống. Một thời gian ngắn sau đó, 10 phút, ông Đào chạy ngược lại với gương mặt vẫn chảy máu, quần áo xộc xệch, mắt kính suýt rơi ra. Ông luôn miệng nói: "Họ sẽ giết tôi, tôi muốn về nhà". Các nhân viên an ninh tiếp tục xuất hiện và đưa ông ra khỏi máy bay lần thứ hai, nhưng lần này là trên một chiếc cáng. Các hành khách còn lại sau đó đã được đưa ra ngoài trong khi các vết máu của vụ xáo trộn được tẩy sạch. Chuyến bay đi Louisville trễ hai giờ.
Dao đã được đưa đến bệnh viện với thương tích không đe doạ đến mạng sống. Ông được nhìn thấy với một khuôn mặt đẫm máu sau khi bị kéo ra khỏi ghế . Những hành khách khác trên chuyến bay quay video ghi lại sự kiện trên, và nó được lưu hành rộng rãi trên phương tiện truyền thông xã hội . Một hành khách khác cũng báo cáo rằng Dao nói rằng anh ta đã bị chọn vì lý do chủng tộc của anh ta.
Chuyến bay này rốt cuộc đã khởi hành lúc 7:21 pm, hai giờ và hai phút trễ hơn dự tính, và đến Louisville lúc 9:01 pm, chậm mất 2 tiếng.

## Hậu quả
Một trong số các nhân viên đã di chuyển và kéo vị hành khách đã bị cho tạm nghỉ việc ngay sau vụ việc; Hai sĩ quan kia đã bị cho tạm nghỉ việc vào ngày 12 tháng 4. Cục Hàng không Chicago nói rằng "Sự cố trên chuyến bay 3411 của Hoa Kỳ không phù hợp với thủ tục vận hành tiêu chuẩn của chúng tôi và hành động của viên chức an ninh hàng không rõ ràng là không được Bộ này chấp nhận..." Thông thường, cảnh sát hàng không được huấn luyện nhiều hơn và được trả lương tốt hơn so với nhân viên bảo vệ tư nhân, nhưng mặt khác lại được đào tạo ít hơn và được trả lương thấp hơn so với các nhân viên của Cục Cảnh sát Chicago.
Đoạn video mà hành khách quay trên máy bay qua suốt vụ việc đã được chia sẻ rộng rãi khắp nơi, và sau đó đã được các cơ quan truyền thông dòng chính ghi lại. Như vậy đoạn video này đã được chia sẻ 87.000 lần và được xem 6,8 triệu lần trong vòng chưa đầy một ngày. Vụ việc đã trở thành chủ đề số 1 trên trang Weibo, trang blog của Trung Quốc, và thu hút hơn 100 triệu lượt xem.
Cổ phiếu của United Continental Holdings (UAL) đã giảm gần 6% vào giao dịch trước khi thị trường vào ngày 11 tháng 4, hai ngày sau khi vụ việc xảy ra. Giá cổ phiếu của United giảm 4% vào ngày 11 tháng 4 khi thị trường chứng khoán New York mở cửa (so với giá đã tăng 1% ngày hôm trước). Một bản tóm tắt vào ngày 11 tháng 4 cho thấy rằng cổ phiếu đã giảm 255 triệu USD từ giá trị thị trường và tổng thị phần của United đã giảm 1,5 tỷ USD. Vào trưa ngày hôm sau, cổ phiếu United Continental Holdings đã có một sự phục hồi mặc dù nó đã giảm 1.1% so với ngày hôm trước. Tuy nhiên, các nhà phân tích Wolfe Research và Cowen & Co. tỏ ra tin tưởng vào cổ phiếu này trong tương lai.
Đào được điều trị tại bệnh viện. Một bản tuyên bố ngày 11 tháng 4 năm 2017 của các công ty luật Golan Christie Taglia và Corboy & Demetrio cho biết họ đại diện cho Đào và cho biết gia đình khách hàng của họ "muốn thế giới biết rằng họ rất biết ơn vì [mọi người] đã cầu nguyện, quan tâm và hỗ trợ ông".
Về cách xử lý vụ việc của Muñoz, Bloomberg News đã mô tả là một "phản ứng lúng túng", một phần của "thảm hoạ quan hệ công chúng" của United. Trước đó Muñoz đã được PRWeek đặt tên là "Communicator of the Year for 2017" vào tháng 3 năm 2017. Steve Barrett, tổng biên tập PRWeek Hoa Kỳ lưu ý: "Thật là công bằng nếu nói rằng PRWeek đã chọn Communicator của năm nay, nhưng chúng tôi sẽ không trao giải thưởng cho Oscar Muñoz". Một chuyên gia về quan hệ công chúng, Rupert Younger, là Giám đốc Trung tâm Đại học Oxford về Danh tiếng Doanh nghiệp, gọi việc xử lý tình hình là "một thất vọng lớn." Theo quan điểm của Younger, Muñoz nên tiến hành nhanh hơn và thực sự xin lỗi ngay từ đầu. Cựu Trợ lý Bộ Ngoại giao Hoa Kỳ về các vấn đề công cộng P.J. Crowley nói: "Thật khó mà tưởng tượng một nghiên cứu tình huống mà trở nên tồi tệ nhanh đến mức như vậy.""
Ba ngày sau vụ việc, hãng hàng không United Airlines đã hoàn trả tiền vé cho tất cả hành khách trên chuyến bay 3411 của United Express.

## Phản ứng

### United Airlines
Vào ngày 10 tháng 4, United đã đưa ra tuyên bố: "Chuyến bay 3411 từ Chicago đến Louisville đã đặt vé quá mức, sau khi nhóm chúng tôi tìm kiếm tình nguyện viên, một khách hàng, từ chối không tự nguyện rời máy bay thực thi pháp luật, đã được yêu cầu ra cổng máy bay." Giám đốc điều hành Oscar Muñoz gửi tin nhắn tweet: "Đây là một sự kiện gây phiền toái cho tất cả chúng ta ở United. Tôi xin lỗi vì phải đưa những khách hàng này ra chỗ khác. Nhóm chúng tôi đang làm việc khẩn cấp với chính quyền và tiến hành xem xét chi tiết về những gì đã xảy ra. Chúng tôi cũng liên lạc với hành khách này để nói chuyện trực tiếp với ông ta và giải quyết tình trạng này".  Muñoz sử dụng từ "đưa khách ra chỗ khác" (nguyên văn:re-accomodate) đã nhận được sự chú ý đặc biệt từ các phương tiện truyền thông xã hội và các nhà bình luận.
Trong một e-mail cho nhân viên Muñoz ca ngợi và bảo vệ hành động của phi hành đoàn, trong khi tuyên bố hành khách là "phá hoại và hiếu chiến". Ông nói rằng đây không phải là sai lầm, nhưng "nhân viên của chúng tôi đã làm theo các thủ tục đã được thiết lập để đối phó với các tình huống như thế này".
Chính thái độ này đã dẫn tới một cuộc thỉnh nguyện trực tuyến kêu gọi ông từ chức.
Trong một công bố thứ hai mà United phát ra vào chiều ngày 11 tháng 4 năm 2017, sau khi các video quay chuyến bay 3411 đã được phổ biến trên khắp thế giới, Muñoz đã tỏ ra nhạy cảm hơn với dư luận. Tuyên bố của ông mô tả sự kiện đã xảy ra với hành khách Đào là "thực sự khủng khiếp" và thể hiện sự thông cảm về cảm xúc "giận dữ, tức giận, thất vọng" của nhiều người. Ông chịu trách nhiệm, xin lỗi, và nói thêm rằng "Không ai có thể bị ngược đãi theo lối này". Muñoz hứa sẽ tiến hành rà soát kỹ lưỡng hơn và đưa ra một báo cáo trước ngày 30 tháng 4. Công báo kết thúc với nhận xét này: "Tôi hứa với bạn rằng chúng tôi sẽ làm tốt hơn".
Phỏng vấn trên truyền hình vào ngày 12 tháng 4, Muñoz đã thông báo việc thay đổi chính sách ngay lập tức - hãng hàng không United Airlines sẽ không còn sử dụng cảnh sát trong các tình huống đuổi khách không tự nguyện: "Chúng tôi sẽ không đưa một quan chức thực thi pháp luật... lên máy bay của United để loại bỏ một hành khách đã đặt vé, trả tiền, và ngồi trên máy bay." Muñoz đã xin lỗi Đào và gia đình ông ta, và nói: "Đó không phải là gia đình United của chúng tôi, bạn đã nhìn thấy chúng tôi trong một thời điểm tồi tệ, điều này có thể và sẽ không bao giờ xảy ra nữa trên chuyến bay của United Airlines, đó là lời hứa của tôi." Khi được hỏi liệu Đào có lỗi gì không, ông nói "Không, ông ấy không có lỗi... không ai đáng bị đối xử như vậy, chấm hết."
Khi được hỏi về thỉnh nguyện thư trực tuyến yêu cầu ông từ chức, ông Muñoz nói ông không có ý định từ chức.

### Chính phủ Hoa Kỳ

#### Hành pháp
Trang web "We the People" của Nhà Trắng đã nhận được 100.000 chữ ký kiến nghị trong một ngày - vượt quá số cần thiết để được chính thức xem xét—yêu cầu một cuộc điều tra của chính phủ về vụ việc. Thư ký Báo chí Nhà Trắng Sean Spicer bình luận rằng "Đó là một sự việc không may" và nói thêm "khi bạn xem video, thật đáng lo ngại khi xem cách xử lý sự việc."
Bộ Giao thông Vận tải Hoa Kỳ (USDOT) cho biết họ đang xem xét vụ việc. "Mặc dù các hãng hàng không hợp pháp trong việc buộc hành khách ra bớt khỏi các chuyến bay bán quá tải khi không có đủ tình nguyện viên, nhưng trách nhiệm của hãng hàng không là xác định các ưu tiên lên máy bay của chính hãng", bộ này tuyên bố. Ngày 12 tháng 4, USDOT tuyên bố rằng đang xem xét việc khách hàng từ chối chuyến bay của phi hành đoàn United Express 3411 để quyết định xem hãng hàng không "có tuân thủ quy tắc bán vé quá nhiều hay không."
Thống đốc bang New Jersey Chris Christie đã yêu cầu Bộ trưởng Giao thông vận tải Hoa Kỳ, Elaine Chao, đình chỉ việc cho phép các hãng hàng không trong vụ đăng ký hành khách quá mức.

#### Lập pháp
Một nhóm nghị sĩ lưỡng đảng thuộc Ủy ban Thương mại, Khoa học và Giao thông Thượng viện mô tả vụ việc là "gây phiền nhiễu", và viết cho Muñoz và Cục Hàng không Chicago. Nhóm này đi tìm kiếm thông tin về vụ lập lịch trình phi hành đoàn đã yêu cầu hành khách phải từ bỏ chỗ ngồi của họ, và về vụ United đuổi hành khách để lấy chỗ cho một nhân viên, là giống như một cuộc nói chuyện "bán quá". Họ đã yêu cầu Cục Hàng không Chicago trình bày giao thức an ninh của họ và khẳng định xem Dao đã bị đe doạ trong vụ việc hay không. Cả hai bên được yêu cầu hạn chót trả lời là ngày 20 tháng 4 năm 2017.
Độc lập với các nghị sĩ trên, 21 Thượng nghị sĩ Hoa Kỳ thuộc đảng Dân chủ đã viết thư cho Muñoz để bày tỏ mối quan tâm sâu sắc của họ và yêu cầu một loạt các câu hỏi về vụ việc, yêu cầu phản hồi trước ngày 24 tháng 4 năm 2017.
Nữ dân biểu Jan Schakowsky (D-IL) tuyên bố là cô dự định đưa vụ việc ra luật pháp để chấm dứt tình trạng đuổi khách khi khách không muốn, yêu cầu các hãng hàng không tiếp tục tăng giá đền bù cho đến khi có khách hàng tự nguyện bỏ chuyến bay.
Nghị sĩ Quốc hội Eleanor Holmes Norton (D-DC) kêu gọi các cuộc điều trần từ Ủy ban Hạ viện về Giao thông Vận tải và Hạ tầng (T & I). Dan Lipinski (D-IL), thành viên của Tiểu bang Hàng không Vận tải Hạ viện, đã kêu gọi Quốc hội sửa đổi các đạo luật để mang lại cho hành khách nhiều quyền hơn và ngăn ngừa các sự cố tương tự xảy ra. Thượng nghị sĩ Robert Menendez (D-NJ) cho biết vụ việc này đã làm phiền lòng và chỉ trích "lời xin lỗi trống rỗng" của Muñoz. Nghị sĩ Chris Van Hollen (D-MD) nói United phải làm gì đó hơn là "xin lỗi", và yêu cầu một cuộc điều tra đầy đủ.

#### Hội đồng Thành phố Chicago
Ủy ban Hàng không của Hội đồng Thành phố Chicago sẽ tổ chức các phiên điều trần bắt đầu từ ngày 13 tháng 4 để điều tra vụ việc. Chủ tịch Ủy ban Mike Zalewski cho biết vụ việc đã làm hỏng danh tiếng của sân bay O'Hare Chicago. Zalewski muốn có phản hồi từ hãng United, Ủy viên Hàng không Ginger Evans và từ liên đoàn đại diện cho cảnh sát hàng không: SEIU Local 73.
Một tuyên bố ngày 12 tháng 4 của Cục Hàng không Chicago đã đưa ra những nhận xét này về nhân viên an ninh của họ: "Mặc dù họ có quyền giới hạn trong việc bắt giữ, sự kiện xảy ra ngày Chủ nhật không nằm trong các thủ tục điều hành tiêu chuẩn và chúng tôi cũng không chấp nhận được hành động đó. Chúng tôi đã nhanh chóng cho các nhân viên an ninh hàng không trên nghỉ việc tạm thời để chờ xem xét lại toàn bộ tình hình. Hành động mà chúng tôi thực hiện cho đến nay phản ánh những gì chúng tôi đang biết và khi chúng tôi tiếp tục xem xét, chúng tôi sẽ không ngần ngại thực hiện hành động bổ sung nếu thích hợp."

## Pháp lý

### Nhận định
Các luật sư về hàng không đã nói với các phương tiện truyền thông rằng United Airlines không có quyền buộc hành khách ra khỏi máy bay. Một người nói rằng United "đã hoàn toàn không có quyền buộc người đàn ông đó khỏi máy bay" và mô tả vụ việc là "tấn công và hành hung." Một người khác đặt câu hỏi, việc lấy ghế dành cho nhân viên hãng hàng không có đáng để hành động như trong sự việc với lý do "đặt chỗ quá số ghế" hay không. Ông John Banzhaf, giáo sư luật tại Đại học Luật George Washington, cũng có cùng ý kiến, cho biết United đã "trích dẫn nguyên tắc liên bang sai lầm để biện minh cho yêu cầu bất hợp pháp của mình để buộc một hành khách đã lên máy bay và ngồi vào chỗ phải ra khỏi máy bay."
Theo một quan điểm khác, một phóng viên BBC đã viết rằng "về mặt kỹ thuật" United được quyền cưỡng bức khách hàng phải rời máy bay. Theo chuyên gia phân tích hàng không Henry Harteveldt, việc một hành khách bị đưa ra khỏi chuyến bay sau khi lên máy bay là rất hiếm, chẳng hạn khi một hành khách là mối đe doạ cho người khác, đang say rượu hoặc trong danh sách theo dõi khủng bố, thì các hãng hàng không có quyền làm như vậy dựa trên hợp đồng vận chuyển của họ.

### Hành động pháp lý
Đào đã thuê một luật sư riêng để yêu cầu Tòa án quận Cook yêu cầu Hoa Kỳ và thành phố Chicago giữ tất cả các video, bản ghi buồng lái và các báo cáo khác từ chuyến bay cùng với các hồ sơ nhân sự của các nhân viên Sở Hàng Không đã kéo Đào ra khỏi máy bay.

## Đặt vé quá số ghế của các hãng hàng không
Trong khi đặt vé quá số ghế là thông lệ phổ biến và hợp pháp, các hãng hàng không giả định rằng sẽ có những hành khách nhất định sẽ không có mặt, điều này có thể khiến các hãng hàng không bị tăng chi phí. Các tài liệu của EU cho biết thống kê xác suất tất cả các hành khách trong 1 chuyến bay đều lên máy bay đúng giờ ít hơn 1/10.000. Mặc dù việc đặt vé quá mức là một thực tế phổ biến, nhưng số người không được lên máy bay ở Mỹ là 552.000 vào năm 2015 (0,09% số chuyến bay), mặc dù ở các nước khác, tỷ lệ này thấp hơn nhiều. Tuy nhiên chỉ có 8,6% số trường hợp bị từ chối lên máy bay là không tự nguyện. Theo một nhà phân tích hàng không, việc khách hàng bị đưa ra khỏi máy bay sau khi lên máy bay và ngồi một chỗ, là "cực kỳ hiếm". USDOT khuyên rằng các cá nhân có quyền yêu cầu thanh toán bằng tiền mặt thay vì phiếu mua hàng trong trường hợp khách hàng bị buộc phải rời máy bay.
Vào ngày 11 tháng 4, United đã đưa ra một tuyên bố nói rằng chuyến bay 3411 không được đặt chỗ quá nhiều, mà là đã bán hết.

### Quy tắc về quy định
Hãng hàng không cần cung cấp một số hình thức bồi thường cho hành khách, chẳng hạn như các chứng từ du lịch có thể được sử dụng sau này nhưng sẽ trở thành tiền mặt nếu không có quan tâm đến các chứng từ du lịch. Ở Mỹ, mức bồi thường có thể lên đến 1.350 đô la Mỹ. Tại EU, tối thiểu là 250 € cho các chuyến bay ngắn đến 600 EUR cho các chuyến đi đường dài.
Hãng hàng không cũng có thể cung cấp bồi thường khác như một đêm nghỉ khách sạn hoặc một ghế ngồi được nâng cấp với chuyến bay thay thế.

## Phương tiện truyền thông xã hội
Có những lời kêu gọi của người sử dụng phương tiện truyền thông xã hội trên toàn thế giới, đặc biệt là ở Hoa Kỳ, Trung Quốc và Việt Nam nhằm tẩy chay hãng hàng không United Airlines. Khách hàng của hãng hàng không đã đăng hình ảnh thẻ hành khách United Airlines bị cắt thành từng mảnh. Vụ việc xảy ra ngay sau khi một cơn bão truyền thông xã hội khác liên quan đến United, trong đó hãng hàng không đã từ chối hai cô gái tuổi teen mặc xà cạp lên máy bay.
Một đơn thỉnh nguyện khác đã kêu gọi chính phủ liên bang Hoa Kỳ bắt đầu một cuộc điều tra về vụ việc, kêu gọi phong trào "Da đen cũng đáng được sống".
Vụ việc này đã gây phẫn nộ trên các phương tiện truyền thông xã hội Trung Quốc và Việt Nam, thu hút sự chú ý của hơn 480 triệu người sử dụng Weibo. Một bài viết trong Chính sách đối ngoại ghi nhận lý do chủng tộc và chính trị cho sự lan truyền rộng rãi của video sự cố trên toàn Trung Quốc đại lục, và khẳng định rằng video sẽ phục vụ cho các mục đích của chính quyền là "niềm tin vào Mỹ - dù là ngây thơ - là một trong các lực lượng duy nhất còn lại có thể đoàn kết các vùng rộng lớn của Trung Quốc trên quy mô toàn quốc chống lại Đảng cộng sản", trong khi một bài báo ở Reuters cho biết sự bùng phát ở Việt Nam đã tăng lên" sau khi có thông báo rằng nguồn gốc của Đạo không phải là ở các nước Đông Nam Á Trung Quốc "và" những cáo buộc về quá khứ của Đạo đã báo cáo tại Hoa Kỳ là không có liên quan và có thể là phân biệt chủng tộc". Một bài viết trong Huffington Post đã bình luận rằng" mặc dù các hành khách đồng bào đã được trích dẫn nói rằng ông là người Việt Nam và Trung Quốc, báo cáo của Đào cho thấy cảm giác bị kỳ thị chủng tộc đang kích động sự phẫn nộ của người châu Á ở khắp nơi."

## Trong văn hoá đại chúng
Diễn viên hài Jimmy Kimmel đã chỉ trích United Airlines và xử lý vụ việc trong một đoạn phim dài 5 phút của Jimmy Kimmel Live! Được phát sóng vào ngày 10 tháng 4 năm 2017 và bao gồm video về vụ việc thực tế. Kimmel, đề cập đến từ "re-accomodate" (cấp lại chỗ) được sử dụng trong một tuyên bố chính thức của Giám đốc điều hành hãng hàng không United Airlines, ông Oscar Muñoz, nói: "Đó là điều khéo léo, nói không có gì, không chịu trách nhiệm, BS nói về công ty". Các diễn viên hài đã kể về sự cố trong các chương trình tương ứng, bao gồm Conan O'Brien và Ellen DeGeneres. 
Emirates đã phát động một chiến dịch quảng cáo nhại lại khẩu hiệu của United Airlines và những tuyên bố trước đây của Muñoz về các hãng hàng không ở Trung Đông Royal Jordanian cũng đã tweet rằng "việc kéo lê khách hàng bị nghiêm cấm".

## Sự cố tương tự
Các phương tiện truyền thông cũng công bố những sự kiện khác của hành khách United có cuộc gọi gần gũi hoặc tương đồng với sự kiện này. Một hành khách mua vé hạng nhất từ Lihue đến Los Angeles cũng được yêu cầu rời khỏi máy bay để nhường chỗ cho hành khách có hành vi cao hơn hoặc bị bắt và bị còng tay. Anh ta đang xem xét hành động pháp lý chống lại United.
Chỉ hai tuần trước, United Airlines đã gây ra một cơn bão truyền thông xã hội sau khi hai hành khách không thu nhập là những người sống phụ thuộc vào nhân viên của hãng hàng không United Airlines đã bị từ chối vì họ mặc xà cạp, vi phạm quy tắc ăn mặc của hãng.